# Alfred Barouille
Alfred Barouille est un homme politique français né le 30 août 1840 à Meslay-du-Maine (Mayenne, France), décédé le 15 janvier 1898 à Montréal (Québec, Canada) en fuite sous un nom d'emprunt.
Notaire à Château-Gontier, il exercera différents mandats politique de 1881 à 1889 avant d'être rattrapé par la mauvaise gestion de son étude notariale. Il sera condamné par contumace pour « Faux, usage de faux et abus de confiance » par la Cour d'Assises de la Mayenne en octobre 1890 à une peine de travaux forcés à perpétuité.

## Situation personnelle

### Enfance et études
Denis, François – dit Alfred – Barouille est né le 30 août 1840 à Meslay-du-Maine (Mayenne), fils de Denis, Jean Barouille et d'Eugénie Verger. Il est fils unique et sa mère décède alors qu'il est âgé de 15 ans.
En lignée agnatique, la plupart de ses ascendants ont exercé des métiers relatifs au droit dans le Sud de la  Mayenne ou de la Sarthe : notaire royal, procureur, greffier de justice ou avocats.
Son père était notaire et très investi dans la vie locale : président de la Chambre des Notaires de l’arrondissement, administrateur du Bureau de bienfaisance, cofondateur de la Société de Secours Mutuels, il aurait beaucoup aidé à la fondation de l’Établissement des Sœurs de Saint-Vincent de Paul dans la ville. Délégué cantonal, il s’occupa aussi des Écoles Primaires. Sans qu’il fût élu, il fut à la tête du mouvement libéral lors des élections législatives en 1859, 1863, 1869, et soutint les candidatures de M. Antoine Halligon (indépendant), de M. Guibourd et de M. Andral – monarchistes dits « libéraux ».
Alfred Barouille n’était donc pas tout à fait étranger avec les affaires politiques avant d’être élu et il a pu profiter des réseaux de son père en tant que notaire & en tant que conservateur.
Il étudie le droit à Paris, devient avocat puis en janvier 1878, il succède à son père en reprenant son étude notariale à résidence de Château-Gontier.

### Vie privée
Alfred se marie avec Aline, Denise Barouille le 22 mars 1871 à Château-Gontier (Mayenne). Les époux portent le même patronyme : ils sont cousins germains. Ils seront parents de six enfants dont 4 survivent à l'âge adulte.

## Vie publique

### Les sujets agricoles, bienfaisance
Sous le nom de « A. Barouille », il publie en 1870 un livre, présenté comme un rapport d’enquête, mais qui est en réalité un plaidoyer politique portant sur la condition agricole dans l’Ouest de la France.
La préface, datée du 8 novembre 1869, n’en fait pas mystère : il indique avoir écrit ce livre en 1867 avant de laisser sa chance au « rapport de M. Migneret, conseiller d’État, nommé président de la commission chargée de l’Enquête agricole dans les départements de la Mayenne, de la Sarthe, de l’Orne et de Maine-et-Loire. ». Mais selon lui « les vœux des agriculteurs n’ont encore obtenu aucune satisfaction », il publie donc ce livre.
En 1878, il est administrateur du  Bureau de Bienfaisance de Château-Gontier et secrétaire la Société de Secours Mutuels de Château-Gontier, reprenant le flambeau de son père.
Il est aussi vice-président du Comice Agricole de Bierné et trésorier du Comice Agricole de Château-Gontier. Il devient président de ce dernier en mars 1881 à la suite du décès du président orléaniste Gernigon. Il lui donne un nouvel essor, augmentant le nombre de ses membres, organisant des expositions et en menant « une intense propagande en faveur du cidre et des activités très diversifiées ».

### Opinions politiques
Qualifié selon les journaux de l'époque de conservateur, royaliste ou réactionnaire, il siège à la droite orléaniste. L'historien Michel Denis le décrit comme :

« Orléaniste affirmé, familier de Sheen-House. "Clérical, riche, actif, intrigant et très remuant" au dire de ses adversaires »

— Michel Denis, Les royalistes de la Mayenne et le monde moderne (XIXe – XXe siècles), p.447

## Mandats électoraux

### Conseiller Municipal deChâteau-Gontier1881-1884
Le 16 janvier 1881, il est élu conseiller municipal d’opposition à Château-Gontier à la suite d'un ballotage contre deux républicains qui n’avaient pas obtenu de majorité absolue lors du premier tour. Le conseil municipal est donc composé de 20 républicains et deux orléanistes qui s'étaient présentés comme « indépendants ».
Lors de l'élection du 4 mai 1884, la liste républicaine entière est élue au premier tour.

### Conseiller d’Arrondissementde l'Arrondissement de Château-Gontier1883-1886
Il remporte le 18 novembre 1883 cette élection anticipée à la suite du décès de M. B. Martinet : il n'aura aucun concurrent face à lui.
Son mandat de Conseiller d’Arrondissement prend fin lorsqu'il se présente au Conseil Général trois ans plus tard (les élections pour ces deux mandats se tiennent le même jour).

### Conseiller généralde laMayenne1886-1889
Le 1er août 1886, il se présente aux élections cantonales, son principal concurrent est le maire Château-Gontier Jean-Sylvain Fouassier, candidat sortant, qu’il bât sèchement par 2 133 voix contre 1 477.
Il est déclaré démissionnaire d'office du Conseil Général après que le Tribunal Civil de Château-Gontier le déclare en état de faillite, le 17 décembre 1889. Le Conseil Général de la Mayenne lors de sa séance du 16 avril 1890 prend acte de cet état de fait.

### Député 1885-1889
Lors des Élections législatives de 1885, un seul tour est nécessaire en Mayenne pour faire élire l’intégralité de la liste conservatrice dont Alfred Barouille qui devient député le 4 octobre 1885 de la IVe législature de la Troisième République. Il siège dans l'opposition sur les bancs de l'Union des Droites.
Ses interventions en tant que député seront assez ciblées sur l’agriculture et en particulier sur le prix des céréales et les droits de douane pour l’importation des produits agricoles en général avec une position toujours protectionniste. Sur d’autres sujets moins agricoles, il sera reproché à M. Barouille son silence : par exemple sur la proposition de suppression de sous-préfectures ou encore le scandale de Panama.
La fin de son mandat sera aussi chahutée par un vote qui surprendra sur le scrutin uninominal où il votera avec le gouvernement, contre son camp... Avant de se rétracter. Ce qui fera dire aux journaux républicains qu'il cherchait par ce vote à se « ménager aux prochaines élections une victoire facile ».
Et pourtant le député notaire Barouille ne sera pas candidat à sa réélection fin 1889. D’après « La Croix », le 14 septembre 1889, « M. Barouille, député sortant, se retire pour raison de santé ».
Deux mois plus tard, « La Gazette de Château-Gontier » dira que « les affaires de l’étude passaient pour embarrassées, et [que] ses amis [...] avaient conseillé à M. Barouille de se consacrer exclusivement à les relever. C’est sur leurs instances qu’il ne s’était pas représenté aux dernières élections ».

## Le scandale

### La plainte
Une première plainte est déposée par un sieur Hamon, qui ne peut, depuis des mois, obtenir du notaire Alfred Barouille des titres qui lui reviennent à la suite d'une succession gérée par le notaire. La plainte est transmise au procureur de la république de Château-Gontier et le notaire est interrogé au parquet les 4, 6 et 7 novembre 1889. Il argue que son agent de change doit lui transmettre les titres sous peu et fait patienter le parquet quelque temps par l'intermédiaire d'une lettre d'un de ces amis avocat à la Cour de Cassation qui dit être en contact avec cet agent de change.

### La fuite
Le vendredi 8 novembre 1889, Alfred Barouille quitte son étude en voiture sans éveiller de soupçons, il ne reparaîtra plus.
Le lundi 11 novembre 1889, le juge d'instruction près le Tribunal de Première Instance de Château-Gontier constate la fuite de Barouille, Denis François dit Alfred, inculpé d'abus de confiance et émet un mandat d'arrêt. Le notaire a abandonné son cheval et sa voiture en gare de Craon et a été vu en gare de Laval (Mayenne) puis de Rennes en direction de Nantes. 
Le mercredi 13 novembre 1889, les journaux nationaux (« Le Siècle », « La France », « Le Petit Parisien », « Le XIXe siècle », « La Justice », etc.) reproduisent cette même dépêche :

« M. Barouille, ancien député réactionnaire du département de la Mayenne, notaire à Château-Gontier, vient de prendre la fuite, laissant un passif considérable »

La police saisit une lettre du notaire à sa femme au bureau de Poste de Château-Gontier : il se serait rendu à Sheen-House et serait à Wood Norton Hall (Angleterre, Royaume-Uni). Dans cette lettre, il dit prendre conscience que : « le gouffre s'accroît et je ne puis y faire face. » et dit avoir perdu tout espoir et l'honneur aussi.

### Les procès
En décembre 1889, le Tribunal Civil de Château-Gontier rend ses premiers jugements, le destituant de sa fonction de notaire et le déclarant en faillite, le reste de l'affaire sera jugé aux Assises. 
Le procès à la Cour d’Assises de la Mayenne pour « Faux, usage de faux et abus de confiance » aura lieu le 24 octobre 1890. 
Le long acte d'accusation énonce que « la déconfiture d’Alfred Barouille peut être attribuée à la situation laissée par son père, à la mauvaise gestion de son étude et aux dépenses exagérées de sa maison ».

« De la date de son entrée en fonctions au jour de sa fuite, il a reçu d’un grand nombre de personnes des sommes d’argent dont l’intérêt devait être servi aux prêteurs. Quand il devait opérer un placement, il en faisait son affaire personnelle et employait à ses risques et périls les capitaux déposés [...] Par ce genre d’opérations, Barouille se trouvait souvent obligé de verser des intérêts qui ne lui rentraient pas, et de rembourser des prêts totalement perdus. De là les faux et les abus de confiance dont il s’est rendu coupable. Il employait les sommes d’argent encaissées à payer les prêteurs les plus exigeants, au préjudice des autres [...]

L’information a relevé contre Barouille deux catégories de faits :

1e/ Faux et usage de faux — 2e/ Abus de confiance. [...] Le total des détournements relevés contre Barouille s’élève ainsi à huit cent soixante-cinq mille cent cinquante-huit francs soixante-dix-sept centimes. [...] »

— Acte d'accusation de la Cour d’Assises de la Mayenne
La sentence arrive donc après l’énumération de tous les créanciers abusés.

« En conséquence, Barouille Denis-François, dit Alfred, ancien notaire à Château-Gontier, est accusé de s’être rendu coupable, de 1880 à 1889, étant notaire, de Faux, usage de faux et d'abus de confiance. Crimes prévus et punis par les articles 145, 164 et 408 du Code pénal. L’accusé étant en état de contumace, la Cour, sans l’assistance du jury, prononce contre Barouille la peine des travaux forcés à perpétuité »

— Acte d'accusation de la Cour d’Assises de la Mayenne

## Fin de vie en fuite
La justice française n'aura pas pu retrouver Alfred Barouille avant son décès : il avait traversé l'Atlantique et menait une vie sous un nom d'emprunt.

### Le jugement de décès
Le 18 janvier 1898 un acte d’inhumation au nom d’Adolphe Bellay, journaliste, sans mention de filiation, de date ou de lieu de naissance est enregistré à la paroisse Notre-Dame de Montréal (Québec, Canada) pour un décès remontant au 15 janvier 1898.
Le 8 octobre 1898, la Cour supérieure du Québec rend un jugement à la suite de la requête de « Dame Aline Denise veuve de feu François Barouille, domiciliée à Paris, Département de la Seine, France » afin de rétablir l’identité de son mari décédé le 15 janvier 1898 à l’Hôpital Notre-Dame de Montréal et inhumé le 18 janvier suivant au cimetière catholique de Montréal... Sous le nom d’Adolphe Bellay.
Selon le récit présent dans le jugement, un des témoins signant l'acte d'inhumation, Adolphe Martin, est journaliste rédacteur au « Monde Canadien » de Montréal. Il décide d’avertir la famille du défunt mais « ne connaissant ni ses membres ni leur adresse, [Il] prit connaissance des papiers de famille [...] et apprit alors après lecture faite de ces pièces que le vrai nom dudit Bellay était Denis François Barouille, et que son épouse [...] habitait Paris ».
Il écrivit alors à son épouse Aline, Denise Barouille qui confirma :

« que son mari portait à Montréal le nom d’Adolphe Bellay [et qu’elle,] tant par les lettres reçues [...] et les photographies trouvées dans les papiers du dit Bellay et qui lui ont été envoyées par Monsieur Martin, est convaincue que c’est bien son mari Denis François Barouille qui est décédé à Montréal le 15 Janvier 1898 et qui a été inhumé le 18 Janvier de la même année sous le nom d’Adolphe Bellay »

— Jugement de la Cour supérieure du Québec du 8 octobre 1898
À la suite de ces découvertes et témoignages, le juge ordonna la correction de l’acte de décès et l’ajout des données de filiation et naissance. Ainsi, « Adolphe Bellay, journaliste », devint « Denis François Barouille, journaliste, né le 30 Août 1840 à Meslay département de la Mayenne, France, fils de Denis Jean Barouille, et de Eugénie Verger ».
La nouvelle du décès était parvenue en France dès avril, le journal « L'avenir de la Mayenne » annonçant la rumeur le 3 avril 1898 et la confirmant officiellement le 17 avril : « l'ancien député conservateur faisait là-bas un peu de journalisme sous le pseudonyme d'Adolphe Bellay, pour occuper ses loisirs ».

### Des nécrologies hagiographiques et des funérailles en grande pompe
Adolphe Bellay alias Denis, François dit Alfred Barouille ne vivait pas caché. Ainsi le jour de son inhumation, de nombreux articles sont publiés expliquant à quel point il était estimé et combien furent nombreuses les personnes de la communauté française à lui rendre hommage.
Le 5 janvier 1898 « La Presse » annonce que leur reporter s'est rendu la veille à l'hôpital Notre-Dame « où il était allé prendre des informations sur l’état de M. Bellay, qui a été frappé d’une attaque d’apoplexie, dans l’après-midi, à son bureau, au Board of Trade ».
Le 17 janvier 1898 le même journal annonce son décès et dresse son portrait laissant entrevoir un personnage public.

« M. Bellay habitait Montréal depuis huit années et ne cessa de se dévouer, dès le premier jour de son arrivée parmi nous, aux œuvres de bienfaisance quelles qu’elles fussent et surtout à celles fondées par la colonie française. [...]

Loin d’être lui-même un des favoris de la fortune il vivait de son travail et consacrait les trois quarts de son salaire au soulagement de ceux qu’il trouvait dans le malheur.[...]

La colonie française perd en M. Bellay un de ses meilleurs et plus dignes citoyens et avec lui disparaît du journalisme canadien un écrivain de talent qui savait défendre ses convictions profondes sans blesser ses adversaires.

M. A. Bellay avait collaboré au « Petit Figaro », à « L’Étendard » et à de nombreuses publications catholiques avant de prendre la rédaction en chef de « La Croix ». Il collabora également au « Monde » et donna à « La Presse » de nombreuses études religieuses et sociales.

Depuis quelques années, M. A. Bellay était secrétaire de la Chambre de Commerce française de Montréal dont il rédigeait presque seul le « Bulletin Mensuel ». »

— Nécrologie de A. Bellay parue dans La Presse le 17 janvier 1898
Le lendemain, le journal rend compte des funérailles en présence du consul général de France M. Alfred Kleczkowski, de nombreux journalistes, militaires, professeurs. Les porteurs étaient : M. J. De Sieyès, président de l’Union Nationale Française ; M. Émile Galibert, président de la Chambre de Commerce Française de Montréal ; J. Chanterelle, vice-président de la Société Nationale Française ; O. Derome, de la maison Cadieux et Derome.

« La dépouille mortelle de M. Bellay a été accompagnée jusqu’au cimetière de la Côte des Neiges par un grand nombre de personnes. L’inhumation a été faite dans le terrain que possède l’Union Nationale Française.

M. A. Bellay était membre du tiers ordre de St François. C’est dans le costume très simple des membres de cet ordre qu’a été enseveli l’homme qui depuis nombre d’années ne vivait que pour faire du bien ne gagnait que pour donner. »

— Funérailles de A. Bellay, parution dans La Presse le 18 janvier 1898
La carrière de l'homme alors qu'il était fugitif les huit dernières années de sa vie ainsi que la pompe de ses funérailles laissent un doute sur le fait qu'il fût totalement anonyme pour la communauté française de Montréal.

### Sous le pseudonyme Alfred Barouille
- Barouille, A., L’enquête agricole et les vœux de l’agriculture, Château-Gontier, Imprimerie-librairie de J.-B. Bézier, 1870, 128 p. (lire en ligne)

### Sous le pseudonyme Adolphe Bellay
Adolphe Bellay, le journaliste, rassemble ses articles pour faire éditer au moins 3 ouvrages mis en ligne par le réseau canadien de documentation pour la recherche :
- Bellay, A., Pensionnat Mont Saint-Louis : Dirigé par les frères des écoles chrétiennes, Montréal, 1891, 28 p. (lire en ligne)
- Bellay, A., L’enseignement des jésuites au Canada : Collège Sainte-Marie de Montréal, Montréal, Imprimerie de L’Étendard, 1891, 24 p. (lire en ligne)
- Bellay, A., Hospice St-Jean de Dieu : Asile de la Longue-Pointe, Montréal, Arbour & Laperle, 1892, 137 p. (lire en ligne)

## Sources
1. 1 2 3 4  « Acte d'accusation – Affaire Barouille », L'Écho de la Mayenne, no 253,‎ 29 octobre 1890, p. 2 (lire en ligne)
2. ↑  M. Beucher, « Nécrologie de Denis, Jean Barouille », La Gazette de Château-Gontier, no 29,‎ 10 avril 1881, p. 2 (lire en ligne)
3. 1 2  Robert, Adolphe et Cougny, Gaston, Dictionnaire des parlementaires français... : depuis le 1er mai 1789 jusqu’au 1er mai 1889, t. 1er [A-Cay], Paris, Bourloton, Edgar, 1889-1891, 622 p. (lire en ligne), p. 174-175
4. ↑  « Programmes-Annonces », La Gazette de Château-Gontier, no 63,‎ 25 août 1878, p. 3 (lire en ligne)
5. ↑  Barouille, A., L’enquête agricole et les vœux de l’agriculture, Château-Gontier, Imprimerie-librairie de J.-B. Bézier, 1870, 128 p. (lire en ligne)
6. 1 2  Denis, Michel, Les royalistes de la Mayenne et le monde moderne (XIXe – XXe siècles), Paris, C. Klincksieck, coll. « Publications de l'Université de Haute-Bretagne », 1977, 600 p.
7. ↑  Barouille, A., « Aux électeurs », La Gazette de Château-Gontier, no 5,‎ 20 janvier 1881, p. 1 (lire en ligne)
8. ↑  « Élections du 4 mai – Ville de Château-Gontier », L'Avenir de la Mayenne, no 109,‎ 9 mai 1884, p. 2 (lire en ligne)
9. ↑  « Élection du 18 novembre 1883 », La Gazette de Château-Gontier, no 93,‎ 22 novembre 1883, p. 1 (lire en ligne)
10. ↑  « Élections au Conseil Général », La Gazette de Château-Gontier, no 62,‎ 5 août 1886, p. 1 (lire en ligne)
11. ↑  Mayenne, Conseil général, « Session d'Avril 1890 », Rapports et délibérations / Conseil général de la Mayenne,‎ 16 avril 1890, p. 184/238 (lire en ligne)
12. ↑  « Élections Législatives du 4 octobre 1885 », La Gazette de Château-Gontier, no 81,‎ 8 octobre 1885, p. 1 (lire en ligne)
13. ↑  « Chambre des Députés », Le Siècle, no 19071,‎ 8 mars 1888, p. 1 (lire en ligne)
14. ↑  Kavanagh, G., « Suppression des sous-préfectures de Mayenne et Château-Gontier », L'avenir de la Mayenne, no 95,‎ 24 avril 1887, p. 1 (lire en ligne)
15. ↑  Kavanagh, G., « Nos députés et l’affaire du Panama », L'avenir de la Mayenne, no 118,‎ 30 décembre 1888, p. 1 (lire en ligne)
16. ↑  Kavanagh, G., « Charité bien ordonnée... », L'avenir de la Mayenne, no 7,‎ 12 février 1889, p. 1 (lire en ligne)
17. ↑  « Nouvelles Candidatures », La Croix, no 1930,‎ 14 septembre 1889, p. 2 (lire en ligne)
18. 1 2  « Chronique de l'Ouest », La Gazette de Château-Gontier, no 92,‎ 17 novembre 1889, p. 2 (lire en ligne)
19. 1 2 3  Archives Départementales de la Mayenne, archives de la Cour d'Assise
20. ↑  « Un notaire en fuite », La France,‎ 13 novembre 1889, p. 1 (lire en ligne)
21. 1 2 3 4  Registres de l’état civil du Québec, Montréal, District judiciaire de Montréal, p. 11-12-13-14/14
22. ↑  « Barouille », L'avenir de la Mayenne, no 14,‎ 3 avril 1898, p. 2 (lire en ligne)
23. ↑  « Barouille », L'avenir de la Mayenne, no 16,‎ 17 avril 1898, p. 3 (lire en ligne)
24. ↑  « La tournée de notre reporter de nuit », La Presse, no 53,‎ 5 janvier 1898, p. 2 (lire en ligne)
25. ↑  « Mort de M. A. Bellay », La Presse, no 62,‎ 17 janvier 1898, p. 7 (lire en ligne)
26. 1 2  « Les funérailles de Feu A. Bellay », La Presse, no 63,‎ 18 janvier 1898, p. 1 (lire en ligne)

## Fonds d'archives
Sous-fonds : Série U - Justice (1701-1995). Fonds : Archives modernes et révolutionnaires; Cote : U 846. Laval (Mayenne) : Archives départementales de la Mayenne (présentation en ligne).

Sous-fonds : District judiciaire de Montréal (1898). Fonds : Registres de l’état civil du Québec, Montréal; Cote : Notre-Dame-de-Montréal, CE601, S51. Montréal : Bibliothèque et Archives nationales du Québec (présentation en ligne, lire en ligne).